# Proleurocerus zululandiae
Proleurocerus zululandiae är en stekelart som först beskrevs av Compere och Zinna 1955.  Proleurocerus zululandiae ingår i släktet Proleurocerus och familjen sköldlussteklar. Inga underarter finns listade i Catalogue of Life.